# Episodi di Rex (quarta stagione)
La quarta stagione della serie televisiva Rex, composta da 12 episodi, è stata trasmessa per la prima volta in Russia dal 3 novembre 2011 sulla rete Semërka, con audio in italiano.
In Italia la stagione è stata trasmessa su Rai 2 dall'8 marzo 2013 al 5 aprile 2013, a partire dal terzo episodio; tuttavia, i due episodi saltati sono stati recuperati il 7 giugno seguente.
Il nuovo attore protagonista della stagione è Ettore Bassi, nel ruolo di Davide Rivera, che prende il posto di Kaspar Capparoni; insieme a lui c'è Domenico Fortunato nel ruolo di Alberto Monterosso, che prende il posto di Fabio Ferri.
| nº | Titolo italiano          | Prima TV Russia  | Prima TV Italia |
| -- | ------------------------ | ---------------- | --------------- |
| 1  | Ombre                    | 3 novembre 2011  | 7 giugno 2013   |
| 2  | In mezzo ai lupi         | 3 novembre 2011  | 7 giugno 2013   |
| 3  | Gioco sottobanco         | 7 novembre 2011  | 8 marzo 2013    |
| 4  | Una promessa dal passato | 7 novembre 2011  | 8 marzo 2013    |
| 5  | Vendetta                 | 8 novembre 2011  | 15 marzo 2013   |
| 6  | Profondo blu             | 8 novembre 2011  | 15 marzo 2013   |
| 7  | La casa degli spiriti    | 9 novembre 2011  | 22 marzo 2013   |
| 8  | Tutto in una notte       | 9 novembre 2011  | 22 marzo 2013   |
| 9  | Una vita per una vita    | 10 novembre 2011 | 29 marzo 2013   |
| 10 | Il terzo uomo            | 10 novembre 2011 | 29 marzo 2013   |
| 11 | Bandiera a mezz'asta     | 11 novembre 2011 | 5 aprile 2013   |
| 12 | Sinfonia imperfetta      | 11 novembre 2011 | 5 aprile 2013   |

## Ombre
- Diretto da: Andrea Costantini
- Scritto da: Florian Iwersen

### Trama
Un uomo, mentre gioca con il suo cane, scopre accidentalmente dei resti umani. La vittima era il figlio del capo di una società farmaceutica, scomparso diversi anni prima. Nel frattempo Morini parte per Milano a causa della malattia di sua madre, al suo posto nel commissariato subentrerà l'ispettore Alberto Monterosso.
- Ascolti Italia: telespettatori 2 216 000 - share 8,53%.[1]

- Altri interpreti: Paolo Sassanelli (Genovese), Giuseppe Pambieri (Vittorio Solferino)

## In mezzo ai lupi
- Diretto da: Andrea Costantini
- Scritto da: Regine Bielefeldt

### Trama
In un negozio di pesce, viene assassinato un giovane. Lorenzo comincia a studiare il caso per venirne a capo. Quando la vicenda sembrerà essere giunta al termine, Lorenzo perderà tragicamente la vita a causa di un'autobomba.
- Ascolti Italia: telespettatori 2 311 000 - share 9,26%.[1]

## Gioco sottobanco
- Diretto da: Andrea Costantini
- Scritto da: Daniel Maximilian e Thomas Pauli

### Trama
Il nuovo commissario, che prende il posto di Lorenzo, si chiama Davide Rivera (Ettore Bassi). Davide si mostrerà subito all'altezza del suo predecessore nel risolvere il caso dell'omicidio di una donna, ma anche come padrone di Rex.
- Guest star: Milena Miconi
- Ascolti Italia: telespettatori 2 300 000 - share 8,1%.[2]

## Una promessa dal passato
- Diretto da: Andrea Costantini
- Scritto da: Andrea Costantini

### Trama
Un giovane turista viene assassinato, Rex ed il suo nuovo padrone incominciano ad indagare per far luce sulla vicenda.
- Ascolti Italia: telespettatori 2 467 000 - share 9,44%.[2]

## Vendetta
- Diretto da: Andrea Costantini
- Scritto da: Peter Lohner e Davide Solinas

### Trama
Due membri di un gruppo neo-nazista, "Fratellanza Bianca", appena usciti dal carcere commettono il brutale omicidio di un egiziano. Ma in seguito uno dei due, Salvatore Nicastro, viene trovato morto vicino a casa sua.
- Ascolti Italia: telespettatori 1 860 000 - share 6,37%.[3]

## Profondo blu
- Diretto da: Andrea Costantini
- Scritto da: Alessandro Fabbri, Valeria Colasanti, Tiziana Martini

### Trama
Un nuotatore di nome Mark muore durante una competizione. Nel suo corpo viene trovata della droga. Davide e il suo fido Rex indagano per scoprire se la droga è stata ingerita volontariamente o se si tratta di un caso di omicidio.
- Ascolti Italia: telespettatori 1 755 000 - share 6,61%.[3]

## La casa degli spiriti
- Diretto da: Andrea Costantini
- Scritto da: Daniel Maximilian e Thomas Pauli

### Trama
Sara, l'ex fidanzata di Davide, chiama quest'ultimo dicendogli, in lacrime, di aver trovato il corpo di un amico davanti a casa sua. Ma quando la polizia arriva sul posto non trova nessuna traccia del cadavere.
- Ascolti Italia: telespettatori 2 202 000 - share 7,70%.[4]

## Tutto in una notte
- Diretto da: Andrea Costantini
- Scritto da: Federico Favot

### Trama
Davide decide di prendersi una vacanza, ma deve tornare al lavoro per un'altra indagine. Un ragazzo, figlio di genitori benestanti, trova suo padre morto nel bagagliaio della propria auto. I sospetti ricadono sulla famiglia, con la quale la vittima non aveva buoni rapporti.
- Ascolti Italia: telespettatori 2 221 000 - share 8,39%.[4]

## Una vita per una vita
- Diretto da: Marco Serafini
- Scritto da: Florian Iwersen

### Trama
Nell'appartamento di un testimone avviene un'esplosione. Davide, con l'aiuto del suo Rex, indaga su chi possa aver voluto la morte dell'uomo.
- Ascolti Italia: telespettatori 1 963 000 - share 7,24%.[5]

## Il terzo uomo
- Diretto da: Marco Serafini
- Scritto da: Daniel Maximilian e Thomas Pauli

### Trama
In tre luoghi diversi di Roma, un cecchino professionista uccide tre persone. Davide e i suoi colleghi giungono alla conclusione che uno dei proiettili ha ucciso la persona sbagliata.
- Ascolti Italia: telespettatori 2 066 000 - share 8,02%.[5]

## Bandiera a mezz'asta
- Diretto da: Marco Serafini
- Scritto da: Giulio Calvani

### Trama
Davide e Rex stanno lavorando ad un caso di omicidio apparentemente semplice, ma scoprono che quest'omicidio è in qualche modo legato ad una precedente indagine.
- Ascolti Italia: telespettatori - 2 473 000 - share 8,35%.[6]

## Sinfonia imperfetta
- Diretto da: Marco Serafini
- Scritto da: Iole Masucci

### Trama
In un terribile incidente perde la vita Clara Giusti. Davide e Rex scoprono che si tratta di un omicidio abilmente truccato.
- Ascolti Italia: telespettatori - 2 917 000 - share 10,33%.[6]